# Plocealauda microptera
Plocealauda microptera é uma espécie de cotovia da família Alaudidae.
É endémica de Myanmar.